# ベンダー関係管理
ベンダー関係管理 （英：VRM: Vendor Relationship Management）は、顧客に対して、ベンダーからの独立性と、ベンダーとの関係を作るためのより良い手段の両方を提供することを目的とするソフトウェアツールによって可能となったビジネス活動である。これらと同様のツールは、 個人と他の機関や組織との関係にも適用できる。

## 経緯
この用語は、2000年5月、IT ベンダーをビジネスが経営管理する文脈であるにもかかわらず、『ComputerWorld』誌に登場した。
この用語は、2006年9月1日の「Gillmor Gang」ポッドキャストにおいてマイク・ヴィザードによって、このような文脈で最初に使われた。
これはドク・サールズとの会話の中で、そのプロジェクトについて、サールズが最近、ハーバード大学のバークマン・センターのフェローに着任したことについてであった。ヴィザードは、VRMをCRM（Customer Relationship Management）の対極概念と見なしていた。
その後、サールズのプロジェクトは、「ProjectVRM」と命名され、以来、VRMツールとサービスの開発を導いた。
VRMツールは、顧客に対してベンダーや他の組織とのめんどうな関係の共有に耐える手段を提供する。VRMツールは、CRMの「標的」、「捕捉」、「取得（acquire）」、「ロックイン」、「指示（direct）」、「所有」、「管理」といったニーズを継承して、顧客との関係を異なる方法で導く。VRMを顧客側で運用することによって、顧客は従属者としてではなく、むしろ参画者として巻き込まれる。
「ProjectVRM」の記述において、バークマン・センターは、「ProjectVRM」の背後にある主要な理論は、多くの市場問題は（広く信じられている「顧客をロックインさせることがベストプラクティスである」ということを含めて）、顧客側からのみ解決できることにあるという。すなわち、ベンダーによって提供される強制的な契約によって、多くの場合、そのパワーはベンダーとの排他的な関係に依存するというようなものではなく、顧客をマーケットプレイスにおける主役にすればよいということである。
ドク・サールズは、「VRMは、（彼が呼ぶところの）『インテンション・エコノミー』を創造するのに役立つ」と信じる。これは、この名前で『Linux Journal』誌のエッセイ に最初に記述したものである。そこでは、彼は「『インテンション・エコノミー』は、売り手の周辺ではなく、買い手の周辺で成長する」と書いている。これは、「買い手がお金の最初の源であり、彼らは既に居る」というシンプルな真実を明らかにする。あなたは、お金を稼ぐために広告する必要はない。『インテンション・エコノミー』は、市場についてのものであり、マーケティングについてのものではない。
あなたは、「Intention Markets」を創造するためにマーケティングを行う必要はない。2012年5月、サールズの書籍『インテンション・エコノミー』がHarvard Business Publishingから発行された。
サールズは、VRMについて、彼が呼ぶところの『The Cluetrain Manifesto』の「やり遂げられていないビジネス」に対応するものとも見なしている。同書は、彼が1999年に Christopher Locke、Rick Levine、David Weinbergerとの共著である。この中で彼は、Cluetrainの序文を参照している。それは、「我々は、椅子や目玉やエンドユーザや顧客ではない。我々は人間であり、我々はあなたの把握力を超える。そのように扱いなさい。」という部分である。
『CRM magazine』誌は、その2010年5月号の大部分をVRM特集に充てた。また同誌は、その8月号において、ドク・サールズを影響力のあるリーダーのひとりであるとした。
2012年初頭、ハーバード大学の「ProjectVRM」からVRM原則を支援する非営利の「Customer Commons」が誕生した。「Customer Commons」の使命は、VRMツールを教育、研究、サポート、製作し、それらがオンラインとオフラインで実体と対話する際に、個人に代わって一般的に主張することにある。
ドク・サールズは「Customer Commons」の共同設立者と役員のひとりである。

## VRM開発作業
2010年8月時点で「ProjectVRM」は、19のVRM開発プロジェクトを掲げていた。2016年9月時点では、さらに増えており下記のプロジェクトがある。
- Azigo[12]
- EmanciPay[13]
- Information Sharing Workgroup[14]
- Kynetx[15] and Kinetic Rule Language (KRL)
- ListenLog[16]
- Mydex[17]
- Onecub[18]
- digitando[19]
- Paoga[20]
- SwitchBook[21]
- UMA（User-Managed Access）[22]
- Banyan Project[23]
- The Mine Project[24]
- Project Danube[25]
- Free Your Memory[26]
- ShopAunt[27]